# Kanada i olympiska vinterspelen 1980
Kanada deltog med 59 deltagare vid de olympiska vinterspelen 1980 i Lake Placid. Totalt vann de en silvermedalj och en bronsmedalj.

## Medaljer

### Silver
- Gaétan Boucher - Skridskor, 1 000 meter.

### Brons
- Steve Podborski - Alpin skidåkning, störtlopp.